# Lars Herder
Tor Lars Henrik Herder, född 17 juli 1923 i Barkåkra församling, Kristianstads län, död 1976, var en svensk målare och  tecknare. 
Han var son till folkskolläraren Gottfrid Herder och Julia Johansson. Herder studerade för Hjalmar Eldh och Nils Wedel vid Slöjdföreningens skola i Göteborg 1941-1944 och vid Eric Clemmensens målarskola i Köpenhamn 1945-1948 samt under studieresor till Paris, Tyskland och Polen. Han bosatte sig permanent i Helsingborg 1945 där blev han en mycket uppskattad profil och stadens store skildrare. Separat ställde han ut i  Helsingborg 1952 och han medverkade i samlingsutställningen Kullakonst och med Helsingborgs konstförening samt med konstnärsgruppen Skånsk treklöver. Hans konst består av porträtt, figurmotiv, landskap och abstrakta motiv i livlig kolorit. Herder är representerad vid Moderna museet och Trelleborgs museum. En minnesutställning med hans konst visades på Sofiero slott 2008.